# ستيف جيمس (كاتب ترانيم)
ستيف جيمس (بالإنجليزية: Steve James)‏ هو كاتب ترانيم بريطاني، ولد في 1953.

## وصلات خارجية
- ستيف جيمس على موقع ميوزك برينز (الإنجليزية)
- ستيف جيمس على موقع ديسكوغز (الإنجليزية)